# Уолкиншоу, Клементина
Клементина Мария София Уолкиншоу (англ. Clementina Maria Sophia Walkinshaw; 1720 — 27 ноября 1802) — любовница Красавчика принца Чарли.
Клементина была младшей из десяти дочерей Джона Уолкиншоу из Барроухилла (1671—1731) и его жены Кэтрин Патерсон (ок. 1683—1780) . Уолкиншоу владели землями Барроуфилд и Камлахи, а её отец стал богатым торговцем в Глазго (основателем деревушки Кальтон). Тем не менее он был также епископальным протестантом и якобитом, сражавшимся за отца принца в восстании 1715 года, был схвачен в битве при Шерифмюре, бежал из замка Стерлинг в Европу. В 1717 году он был помилован британским правительством и вернулся в Глазго, где его младшая дочь родилась, вероятно, в Камлахи. Клементина была в основном образована на континенте, а затем обратилась в католицизм. В 1746 году она жила в доме своего дяди сэра Хью Патерсона в Бэннокберне, недалеко от Стерлинга. Принц приехал в дом сэра Хью в начале января 1746 года, где он впервые встретился с Клементиной, и он вернулся в том же месяце, чтобы ухаживать за ней во время простуды. Учитывая, что она жила под защитой своего дяди, считается, что в это время они не были любовниками.

## Отношения с Чарльзом Стюартом

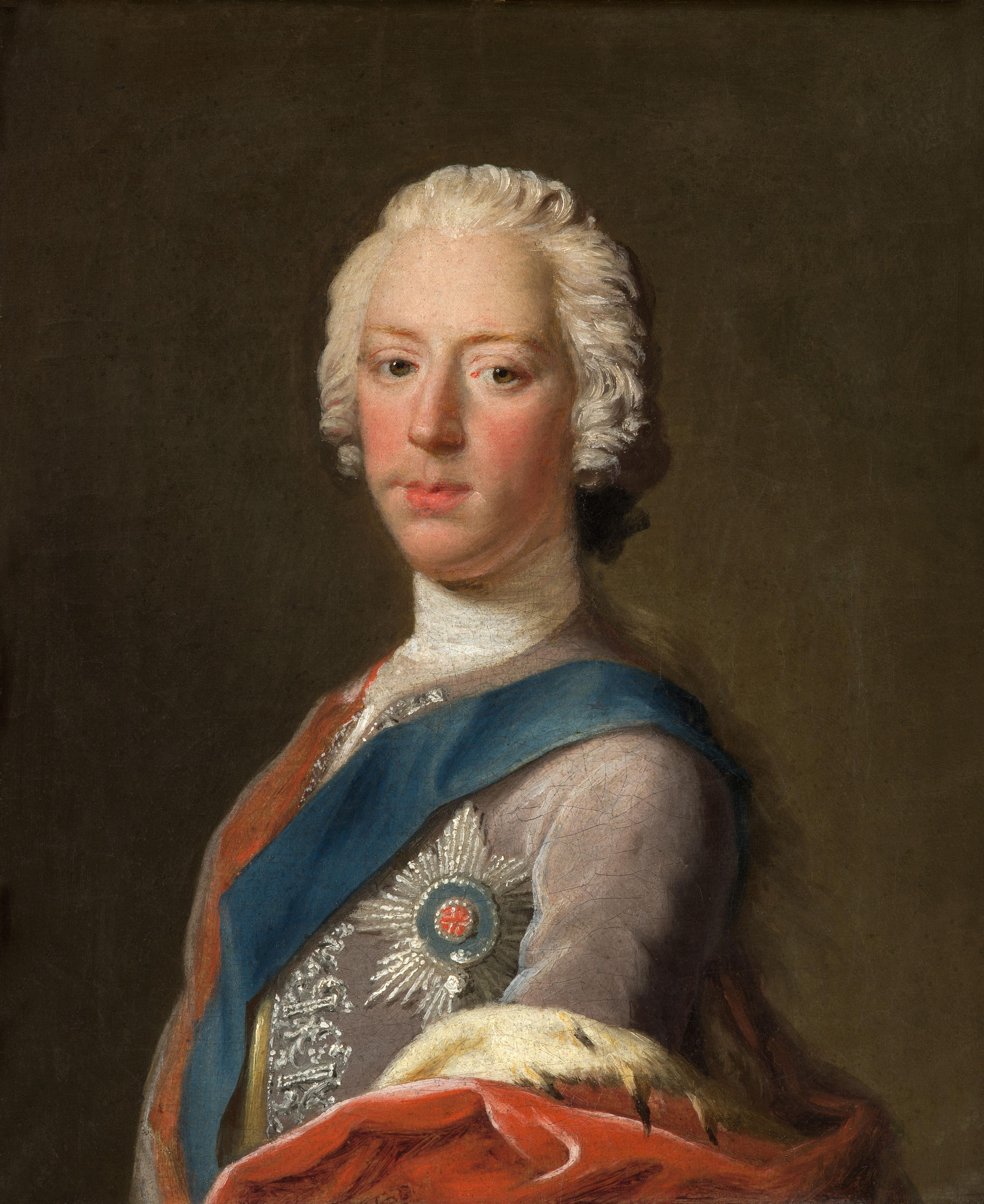
Принц Чарльз Эдвард (1720—1788), 1745 год

После поражения якобитского восстания при Каллодене в апреле 1746 года Чарльз бежал из Шотландии во Францию. В последующие годы у него был громкий роман с 22-летней кузиной Луизой де Монбазон (которая была замужем за его близким другом, и которую он бросил, когда она забеременела), а затем с принцессой де Тальмон, которой было уже за 40 . Поэтому принц послал 50 луидоров, чтобы помочь ей, а затем направил сэра Генри Горинга, чтобы умолять её приехать в Гент и жить с ним в качестве любовницы. Геринг, который описывал Клементину как «плохую женщину», жаловался на то, что его использовали «не лучше сутенера», и вскоре после этого он ушел с работы Чарльза. Однако к ноябрю 1752 года Клементина жила с Чарльзом и оставалась его любовницей в течение следующих восьми лет. Пара переехала в Льеж, где 29 октября 1753 года родилась Шарлотта, их единственный ребёнок, и приняла крещение в римско-католическую веру в церкви Сент-Мари-де-Фон.
Отношения между принцем и любовницей были сложными. Чарльз уже был разочарованным, злым алкоголиком, когда они начали жить вместе, и он стал жестоким и безумно собственническим по отношению к Клементине, обращаясь с ней как с «покорным столбом для битья». Часто находясь вдали от дома на «прогулках», он редко обращался к своей дочери, а когда обращался, то называл её «твой ребёнок». Во время временного переезда в Париж лейтенанты принца записывают уродливые публичные споры между ними и то, что его пьянство и вспыльчивость наносят ущерб его репутации . К 1760 году они были в Базеле, и Клементине надоело его пьянство и их кочевой образ жизни. Она связалась с убежденным католиком, отцом Чарльза, Джеймсом Стюартом («Старый претендент») и выразила желание получить католическое образование для Шарлотты и уйти в монастырь . (В 1750 году, во время визита в Лондон инкогнито, Чарльз номинально отрекся от католицизма в пользу англиканской церкви.) Джеймс согласился выплатить ей ежегодную ренту в размере 10 000 ливров и в июле 1760 года есть основания полагать, что он помог ей сбежать от принца вместе с семилетней Шарлоттой в монастырь монахинь Посещения в Париже. Она оставила Чарльзу письмо, в котором выражала свою преданность ему, но жаловалась, что ей пришлось бежать, опасаясь за свою жизнь. Разъяренный Чарльз распространил описания их обоих, но это было безрезультатно.

## Жизнь с дочерью

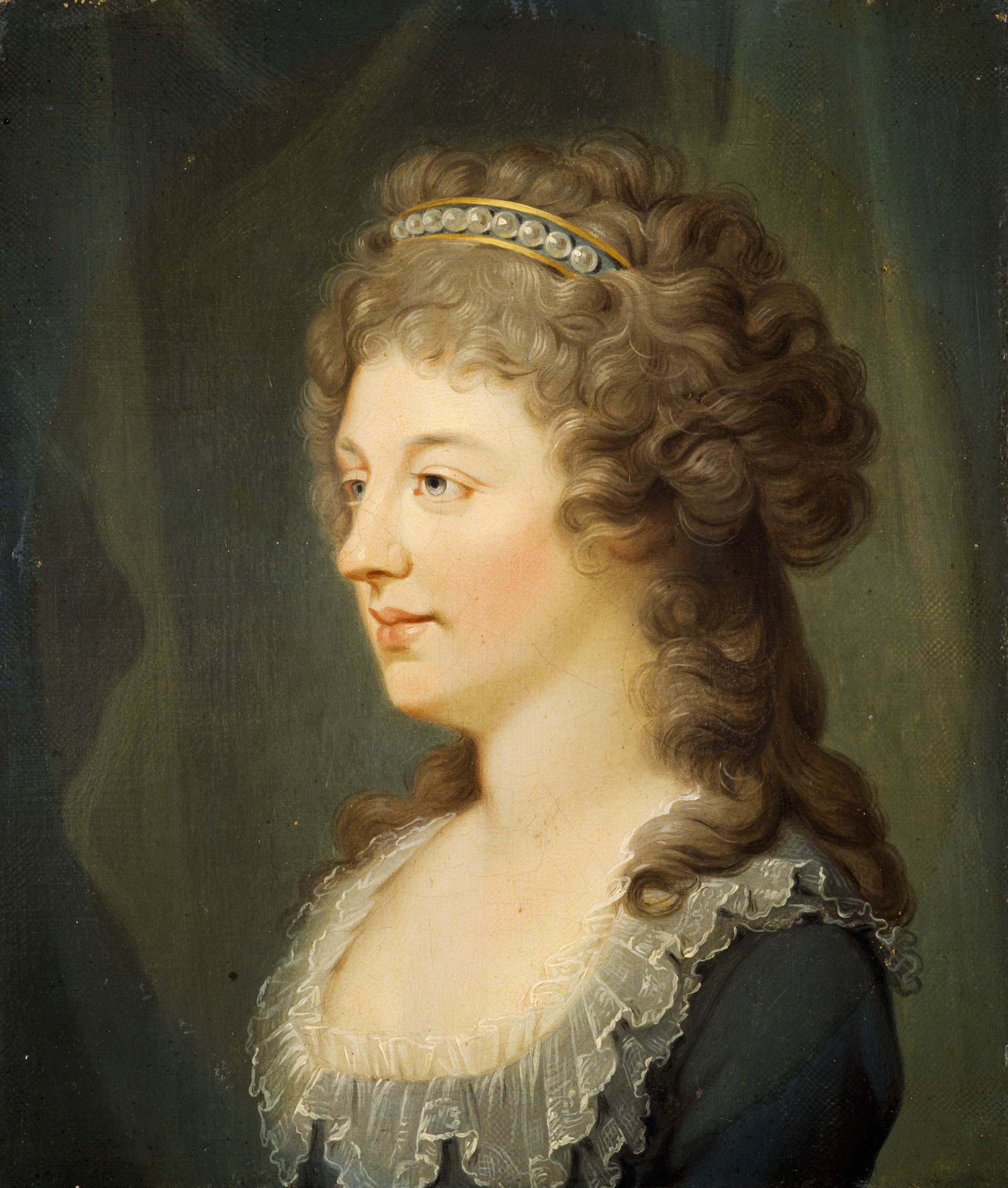
Шарлотта Стюарт, герцогиня Олбани (1753—1789), дочь принца Чарльза Стюарта и Клементины Уолкиншоу

В течение следующих двенадцати лет Клементина и Шарлотта продолжали жить в различных французских монастырях, получая пенсию в размере 10 000 ливров, предоставленную Джеймсом Стюартом. Чарльз так и не простил Клементину за то, что она лишила его дочери, и упрямо отказывался платить что-либо за их поддержку. 1 января 1766 года Джеймс умер, но Чарльз (теперь считающий себя де-юре Карлом III Шотландским, Английским и Ирландским) по-прежнему отказывался принимать какие-либо меры для этих двоих, вынудив Клементину, теперь называющую себя «графиней Альберстрофф», обратиться к его брату, кардиналу Генри Стюарту за помощью. Генри выдал им пособие в размере 5000 ливров, но взамен добился от Клементины заявления о том, что она никогда не была замужем за Чарльзом, — заявление, которое она позже попыталась опровергнуть . Эта меньшая сумма вынудила их найти более дешевое жилье в монастыре Нотр-Дам в Мо-ан-Бри.
В 1772 году принц, которому тогда исполнился пятьдесят один год, женился на девятнадцатилетней принцессе Луизе Штольберг-Гедернской (которая была всего на год старше Шарлотты). Шарлотта, теперь пребывающая в нищете, в течение некоторого времени постоянно писала своему отцу, и теперь она отчаянно умоляла его узаконить её, оказать поддержку и привезти ее в Рим до того, как сможет родиться наследник. В апреле 1772 года Шарлотта написала трогательное, но умоляющее письмо «mon Augusta Papa», которое было отправлено через директора Гордона из Шотландского колледжа в Риме. Чарльз смягчился и предложил привезти Шарлотту в Рим (теперь он жил в Палаццо Мути — резиденция Стюартов в изгнании), но только при условии, что она оставит свою мать во Франции. Она преданно отказалась это сделать, и Чарльз в ярости прекратил все обсуждения.
Ближе к концу 1772 года Клементина и Шарлотта неожиданно прибыли в Рим, чтобы лично отстаивать свое отчаянное дело. (Из-за поездки Клементина еще больше влезла в долги.) Однако принц отреагировал гневно, отказавшись даже видеться с ними, вынудив их беспомощно вернуться во Францию, откуда Шарлотта продолжала писать умоляющие письма. Три года спустя Шарлотта, которой сейчас шел двадцать второй год, и у нее уже было слабое здоровье (очевидно, она страдала от болезни печени, которую разделяли Стюарты), решила, что её единственным вариантом было как можно скорее выйти замуж. Карл, однако, отказался дать ей разрешение ни на брак, ни на постриг, и она осталась ждать его королевского соизволения.
Не имея законного права или разрешения, Шарлотта не смогла выйти замуж. Таким образом, она в противном случае искала защитника и кормильца. Вероятно, без ведома Чарльза она стала любовницей Фердинанда Максимильена Меридека де Рогана (1738—1813), архиепископа Бордо и Камбре. Она родила ему троих детей: Мари Виктуар, Шарлотту и Чарльза Эдварда. Ее дети хранились в секрете и оставались в значительной степени неизвестными до 20-го века.

## Поздняя жизнь

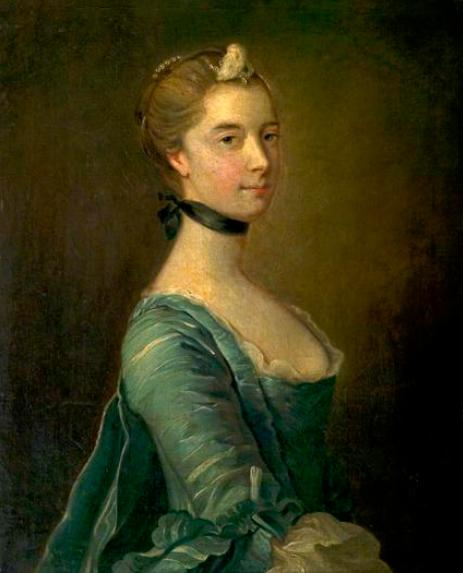
Клементина Уолкиншоу, художник Аллан Рэмзи, Музей и художественная галерея Дерби

Шарлотта была узаконена в 1783 году и присоединилась к своему больному отцу Чарльзу во Флоренции в качестве его опекуна в 1784 году. Трое её детей от кардинала Рогана остались на попечении Клементины. Шарлотта умерла в возрасте 36 лет (17 ноября 1789 года) от рака печени в Палаццо Виццани Сангинетти в Болонье. В своем завещании, написанном всего за три дня до ее смерти, Шарлотта оставила Клементине сумму в 50 000 ливров и ежегодную ренту еще в 15 000 фунтов. Однако прошло два года, прежде чем кардинал Генрих Стюарт, ее дядя и душеприказчик, которого якобиты теперь считают королем Генрихом IX, освободил деньги. На самом деле, он согласился на это только тогда, когда Клементина подписала «отказ», отказываясь от своих и своих потомков от любых дальнейших претензий на имущество.
Время от времени высказывались предположения, что принц Чарльз женился на Клементине, и, таким образом, Шарлотта была законной и могла на законных основаниях претендовать на то, чтобы стать преемницей своего отца. В качестве доказательства предлагается католицизм Чарльза и его причисление Шарлотты к ордену Чертополоха. Однако нет никаких записей, подтверждающих это утверждение, и аффидевит, подписанный Клементиной 9 марта 1767 года, явно опровергает эту идею. Кроме того, первоначальное отречение Чарльза от Шарлотты говорит против ее легитимности.

## В культуре
Клементина Уолкиншоу — персонаж романа сэра Вальтера Скотта «Редгонтлет» (1824).
Шотландский певец и автор песен Брайан Макнил сочинил песню «Как дуют иностранные ветры» на своем десятом студийном альбоме The Baltic tae Byzantium о Клементине Уолкиншоу.